# Baile Ghib
Baile Ghib (en anglès Gibbstown) és una vila d'Irlanda, a la Gaeltacht del comtat de Meath, a la província de Leinster. Juntament amb la vila de Ráth Cairn formen la Gaeltacht de Meath. Aquesta Gaeltacht té 44 kilòmetres quadrats i una població de 1.591 habitants, representant el 2% de la població total de la Gaeltacht d'Irlanda i l'1% de la seva extensió.

## Història
La Gaeltacht de Baile Ghib Gaeltacht fou fundada el 1937, quan famílies de parla irlandesa foren traslladades d'altres Gaeltachts de la costa occidental d'Irlanda sota supervisió de la Land Commission. Al mateix temps que Baile Ghib es va fundar Baile Ailin (abans Allenstown), però no va reeixir i la majoria dels habitants marxaren. Cada família va rebre una casa, 22 acres, animals de granja i estris a canvi de les terres que tenien al seu lloc d'origen. Baile Ghib va rebre l'estatut oficial de Gaeltacht el 1967, al mateix temps que Ráth Cairn.
Avui, a Baile Ghib hi ha un club de la GAA (Bhulf Tón CLG), un consistori, una tenda, una església i una gaelscoil.